# Pont-Saint-Pierre
Pont-Saint-Pierre település Franciaországban, Eure megyében. Lakosainak száma 1137 fő (2022. január 1.). Pont-Saint-Pierre Douville-sur-Andelle, Flipou, Radepont, Romilly-sur-Andelle és La Neuville-Chant-d’Oisel községekkel határos.

## Népesség
A település népességének változása:
| Lakosok száma | 1046 | 994  | 882  | 1111 | 1155 | 1168 | 1151 | 1134 | 1137 | 1137 |
|               | 1968 | 1982 | 1990 | 2006 | 2013 | 2015 | 2017 | 2019 | 2020 | 2022 |